# Città della Pennsylvania (Q-R)
Quella che segue è una lista delle città della Pennsylvania, Stati Uniti d'America dalla lettera Q alla lettera R, comprendente i comuni (city, town, borough e township).
I dati sono dell'USCB riferiti al censimento del 2000 e ad una stima del 01-07-2007.
| #    | città            | contea         | status   | Cens. 2000 | Stima 01-07-07 |
| ---- | ---------------- | -------------- | -------- | ---------- | -------------- |
| 1796 | Quakertown       | Bucks          | borough  | 8931       | 8688           |
| 1797 | Quarryville      | Lancaster      | borough  | 1994       | 2147           |
| 1798 | Quemahoning      | Somerset       | township | 2180       | 2112           |
| 1799 | Quincy           | Franklin       | township | 5846       | 5926           |
| 1800 | Raccoon          | Beaver         | township | 3397       | 3233           |
| 1801 | Radnor           | Delaware       | township | 30878      | 31163          |
| 1802 | Railroad         | York           | borough  | 300        | 303            |
| 1803 | Rainsburg        | Bedford        | borough  | 146        | 139            |
| 1804 | Ralpho           | Northumberland | township | 3764       | 3873           |
| 1805 | Ramey            | Clearfield     | borough  | 525        | 502            |
| 1806 | Randolph         | Crawford       | township | 1838       | 1806           |
| 1807 | Rankin           | Allegheny      | borough  | 2315       | 2124           |
| 1808 | Ransom           | Lackawanna     | township | 1429       | 1434           |
| 1809 | Rapho            | Lancaster      | township | 8578       | 9892           |
| 1810 | Rayburn          | Armstrong      | township | 1811       | 1733           |
| 1811 | Rayne            | Indiana        | township | 3292       | 3197           |
| 1812 | Reade            | Cambria        | township | 1764       | 1641           |
| 1813 | Reading          | Berks          | city     | 81207      | 80769          |
| 1814 | Reading          | Adams          | township | 5106       | 5629           |
| 1815 | Red Hill         | Montgomery     | borough  | 2196       | 2315           |
| 1816 | Red Lion         | York           | borough  | 6149       | 6061           |
| 1817 | Redbank          | Armstrong      | township | 1296       | 1243           |
| 1818 | Redbank          | Clarion        | township | 1502       | 1429           |
| 1819 | Redstone         | Fayette        | township | 6397       | 6077           |
| 1820 | Reed             | Dauphin        | township | 182        | 193            |
| 1821 | Reilly           | Schuylkill     | township | 802        | 823            |
| 1822 | Renovo           | Clinton        | borough  | 1318       | 1225           |
| 1823 | Reserve Township | Allegheny      | township | 3856       | 3556           |
| 1824 | Reynoldsville    | Jefferson      | borough  | 2710       | 2559           |
| 1825 | Rice             | Luzerne        | township | 2460       | 2847           |
| 1826 | Rices Landing    | Greene         | borough  | 443        | 410            |
| 1827 | Richhill         | Greene         | township | 1062       | 986            |
| 1828 | Richland         | Lebanon        | borough  | 1508       | 1486           |
| 1829 | Richland         | Allegheny      | township | 9231       | 10027          |
| 1830 | Richland         | Bucks          | township | 9920       | 12550          |
| 1831 | Richland         | Cambria        | township | 12598      | 12389          |
| 1832 | Richland         | Clarion        | township | 553        | 526            |
| 1833 | Richland         | Venango        | township | 744        | 725            |
| 1834 | Richlandtown     | Bucks          | borough  | 1283       | 1331           |
| 1835 | Richmond         | Berks          | township | 3500       | 3617           |
| 1836 | Richmond         | Crawford       | township | 1379       | 1385           |
| 1837 | Richmond         | Tioga          | township | 2475       | 2430           |
| 1838 | Ridgebury        | Bradford       | township | 1982       | 1959           |
| 1839 | Ridgway          | Elk            | borough  | 4591       | 4150           |
| 1840 | Ridgway          | Elk            | township | 2802       | 2629           |
| 1841 | Ridley Park      | Delaware       | borough  | 7196       | 7000           |
| 1842 | Ridley           | Delaware       | township | 30791      | 29942          |
| 1843 | Riegelsville     | Bucks          | borough  | 863        | 836            |
| 1844 | Rimersburg       | Clarion        | borough  | 1051       | 1011           |
| 1845 | Ringgold         | Jefferson      | township | 764        | 774            |
| 1846 | Ringtown         | Schuylkill     | borough  | 826        | 767            |
| 1847 | Riverside        | Northumberland | borough  | 1861       | 1819           |
| 1848 | Roaring Brook    | Lackawanna     | township | 1637       | 1770           |
| 1849 | Roaring Creek    | Columbia       | township | 495        | 514            |
| 1850 | Roaring Spring   | Blair          | borough  | 2418       | 2270           |
| 1851 | Robeson          | Berks          | township | 6869       | 7550           |
| 1852 | Robesonia        | Berks          | borough  | 2036       | 2054           |
| 1853 | Robinson         | Allegheny      | township | 12289      | 13423          |
| 1854 | Robinson         | Washington     | township | 2193       | 2129           |
| 1855 | Rochester        | Beaver         | borough  | 4014       | 3680           |
| 1856 | Rochester        | Beaver         | township | 3129       | 2888           |
| 1857 | Rockdale         | Crawford       | township | 1343       | 1486           |
| 1858 | Rockefeller      | Northumberland | township | 2221       | 2235           |
| 1859 | Rockhill         | Huntingdon     | borough  | (X)        | 397            |
| 1860 | Rockland         | Berks          | township | 3765       | 3967           |
| 1861 | Rockland         | Venango        | township | 1346       | 1294           |
| 1862 | Rockledge        | Montgomery     | borough  | 2577       | 2491           |
| 1863 | Rockwood         | Somerset       | borough  | 954        | 914            |
| 1864 | Rome             | Bradford       | borough  | 382        | 364            |
| 1865 | Rome             | Bradford       | township | 1221       | 1198           |
| 1866 | Rome             | Crawford       | township | 1745       | 1730           |
| 1867 | Roscoe           | Washington     | borough  | 848        | 791            |
| 1868 | Rose             | Jefferson      | township | 1232       | 1230           |
| 1869 | Rose Valley      | Delaware       | borough  | 944        | 919            |
| 1870 | Roseto           | Northampton    | borough  | 1653       | 1645           |
| 1871 | Roseville        | Tioga          | borough  | 207        | 196            |
| 1872 | Ross             | Allegheny      | township | 32551      | 30634          |
| 1873 | Ross             | Luzerne        | township | 2742       | 2628           |
| 1874 | Ross             | Monroe         | township | 5435       | 6445           |
| 1875 | Rosslyn Farms    | Allegheny      | borough  | 464        | 427            |
| 1876 | Rostraver        | Westmoreland   | township | 11634      | 11617          |
| 1877 | Roulette         | Potter         | township | 1348       | 1243           |
| 1878 | Rouseville       | Venango        | borough  | 472        | 435            |
| 1879 | Royalton         | Dauphin        | borough  | 963        | 943            |
| 1880 | Royersford       | Montgomery     | borough  | 4246       | 4347           |
| 1881 | Rural Valley     | Armstrong      | borough  | 922        | 856            |
| 1882 | Ruscombmanor     | Berks          | township | 3776       | 4175           |
| 1883 | Rush             | Centre         | township | 3466       | 3910           |
| 1884 | Rush             | Dauphin        | township | 180        | 178            |
| 1885 | Rush             | Northumberland | township | 1189       | 1221           |
| 1886 | Rush             | Schuylkill     | township | 3957       | 3727           |
| 1887 | Rush             | Susquehanna    | township | 1290       | 1289           |
| 1888 | Rutland          | Tioga          | township | 736        | 737            |
| 1889 | Rutledge         | Delaware       | borough  | 860        | 826            |
| 1890 | Ryan             | Schuylkill     | township | 1451       | 2492           |
| 1891 | Rye              | Perry          | township | 2327       | 2509           |